# Slepčević
Slepčević (en serbe cyrillique : Слепчевић) est une localité de Serbie située sur le territoire de la ville de Šabac, district de Mačva. Au recensement de 2011, elle comptait 1 523 habitants.
Slepčević est officiellement classé parmi les villages de Serbie.

## Démographie

### Évolution historique de la population
| 1948  | 1953  | 1961  | 1971  | 1981  | 1991  | 2002  | 2011  |
| ----- | ----- | ----- | ----- | ----- | ----- | ----- | ----- |
| 1 258 | 1 343 | 1 489 | 1 486 | 1 564 | 1 600 | 1 714 | 1 523 |

|  |